# Northeim
Northeim település Németországban, azon belül Alsó-Szászország tartományban. Lakosainak száma 29 337 fő (2023. december 31.).

## Fekvése
Osterode am Harztól nyugatra fekvő település.

## Története

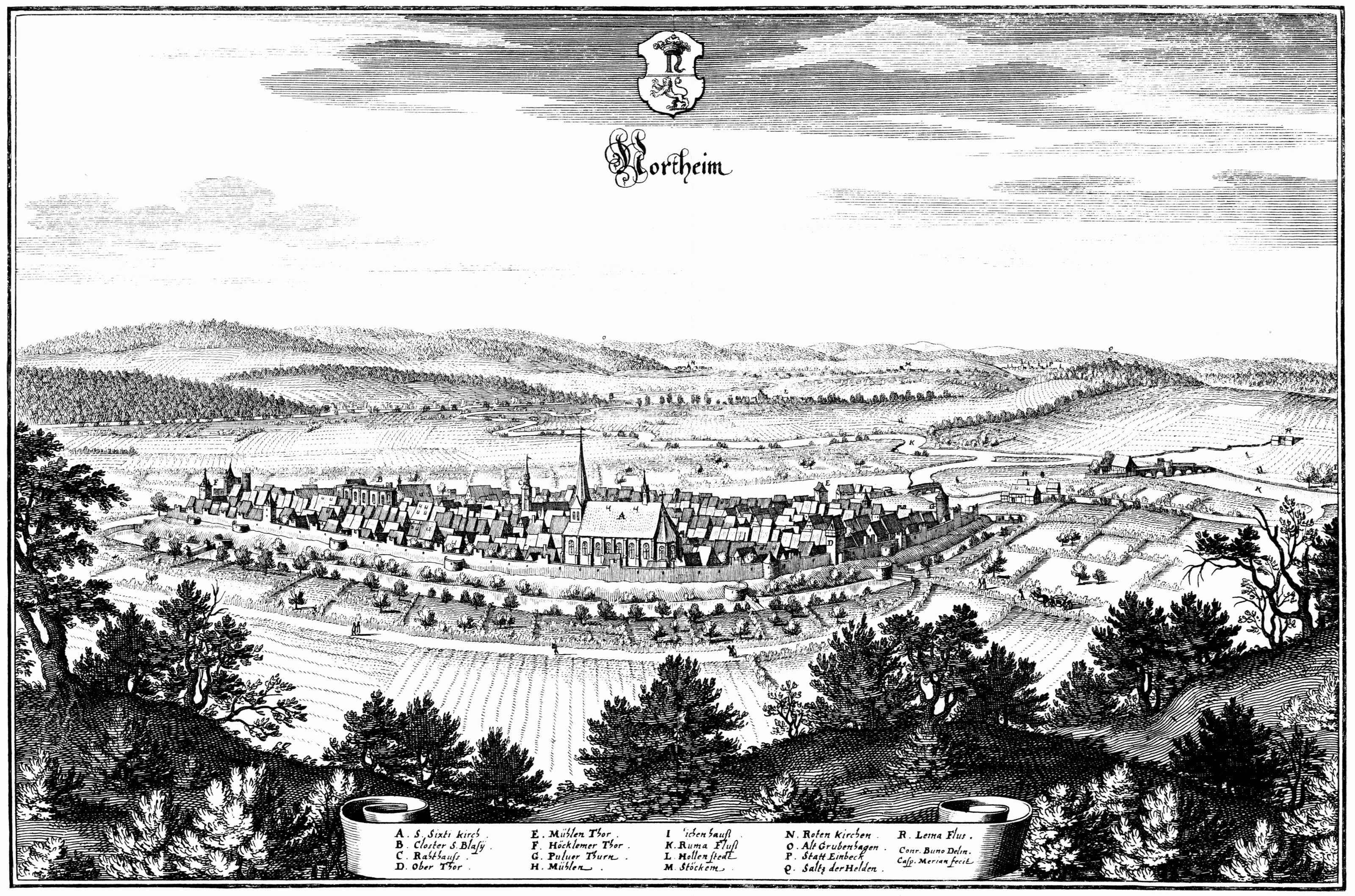

Northeim a 8. században frank település, a 10-11. században a northeimi grófok lakhelye volt, majd a braunschweigi hercegek tulajdonába került.
A város virágkorát a 14-15. században érte el, amikor a Hanza-városok sorába emelkedett. A Harmincéves háború után jelentőségét elvesztette, kis mezőgazdasági városka lett. Fejlődése csak a 19. században, a vasúti hálózatba történt bekapcsolása után indult meg ismét.
A város jelképévé lett a 15.-16. században épült Szent Sixtus-templom. Sekrestyéjében 1500 körülről való németalföldi üvegfestmények találhatók. Érdekes csigalépcső vezet föl a sekrestye feletti helyiségbe. Szentélyében szép 15. század elejéről való szárnyasoltár látható.
A város nevezetességei közé tartozik még többek között a 13. századból való erődítmény maradványa, a Sörkészítők tornya (Bauereiturm), a Szent Balázsról elnevezett benedekrendi kolostor maradványa és néhány a 15-18. századból való favázas polgárház is.

## Nevezetességek
- Szent Sixtus-templom
- Szent Balázs benedekrendi kolostor
- Sörkészítők tornya

## Galéria

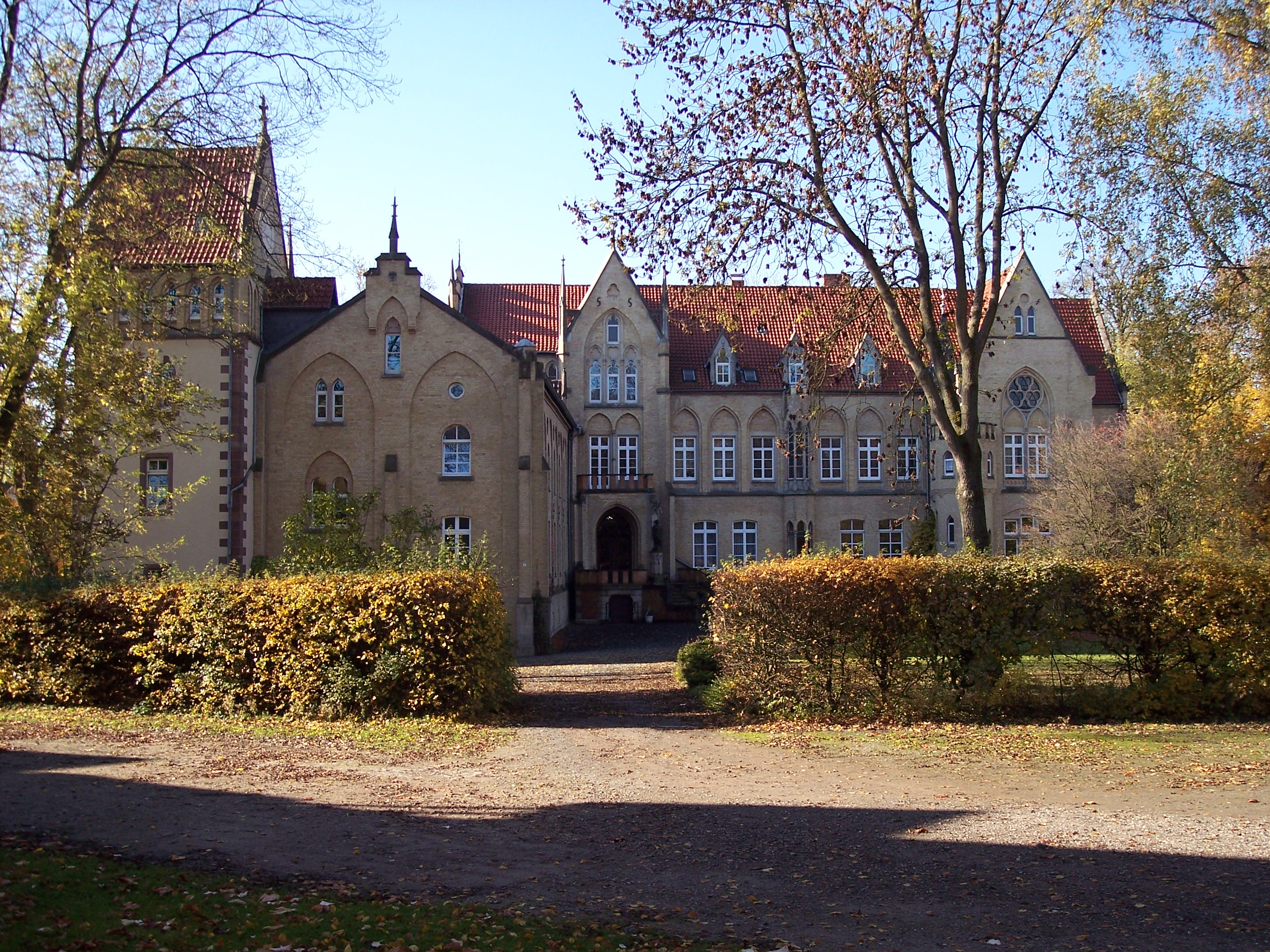
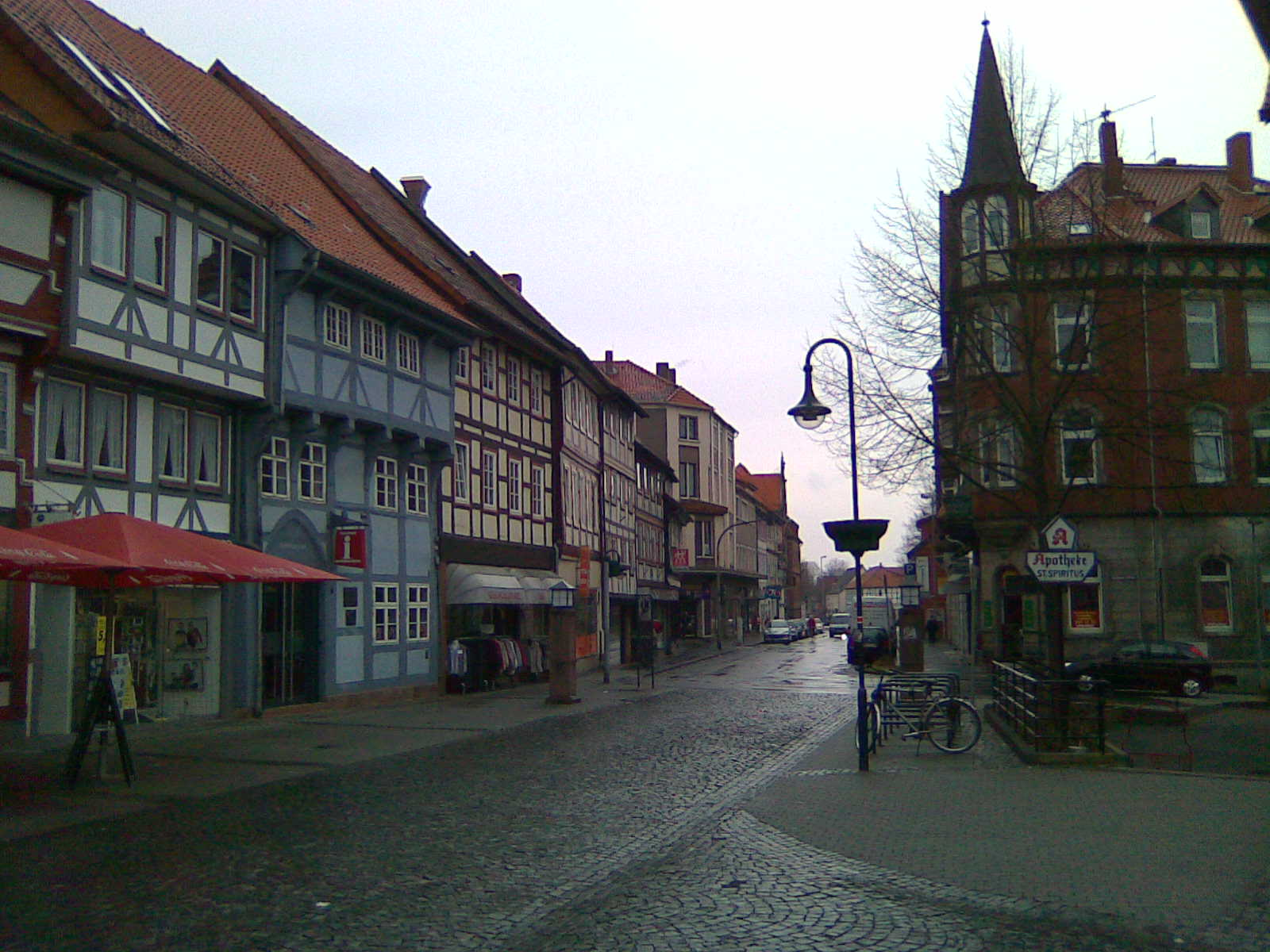
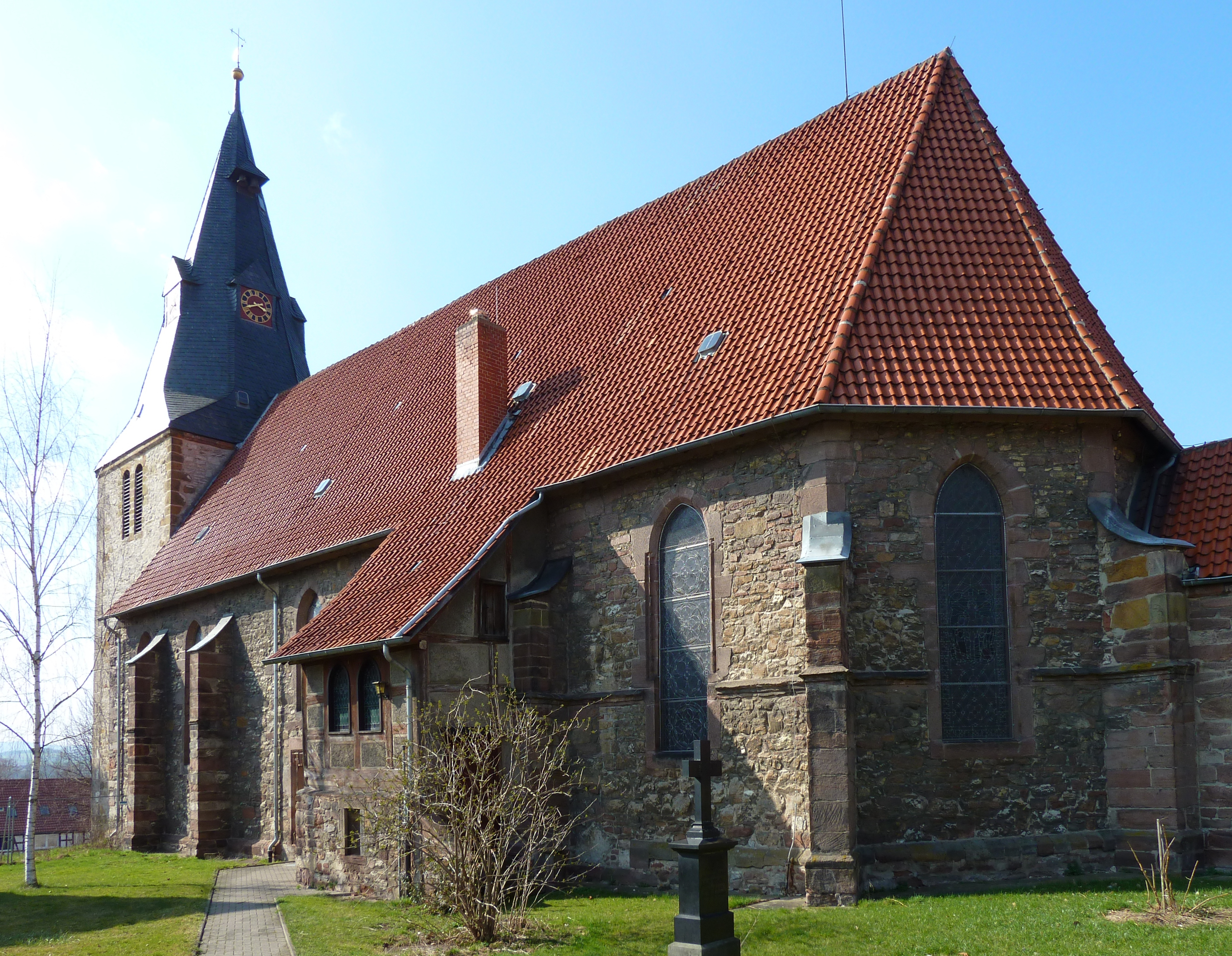
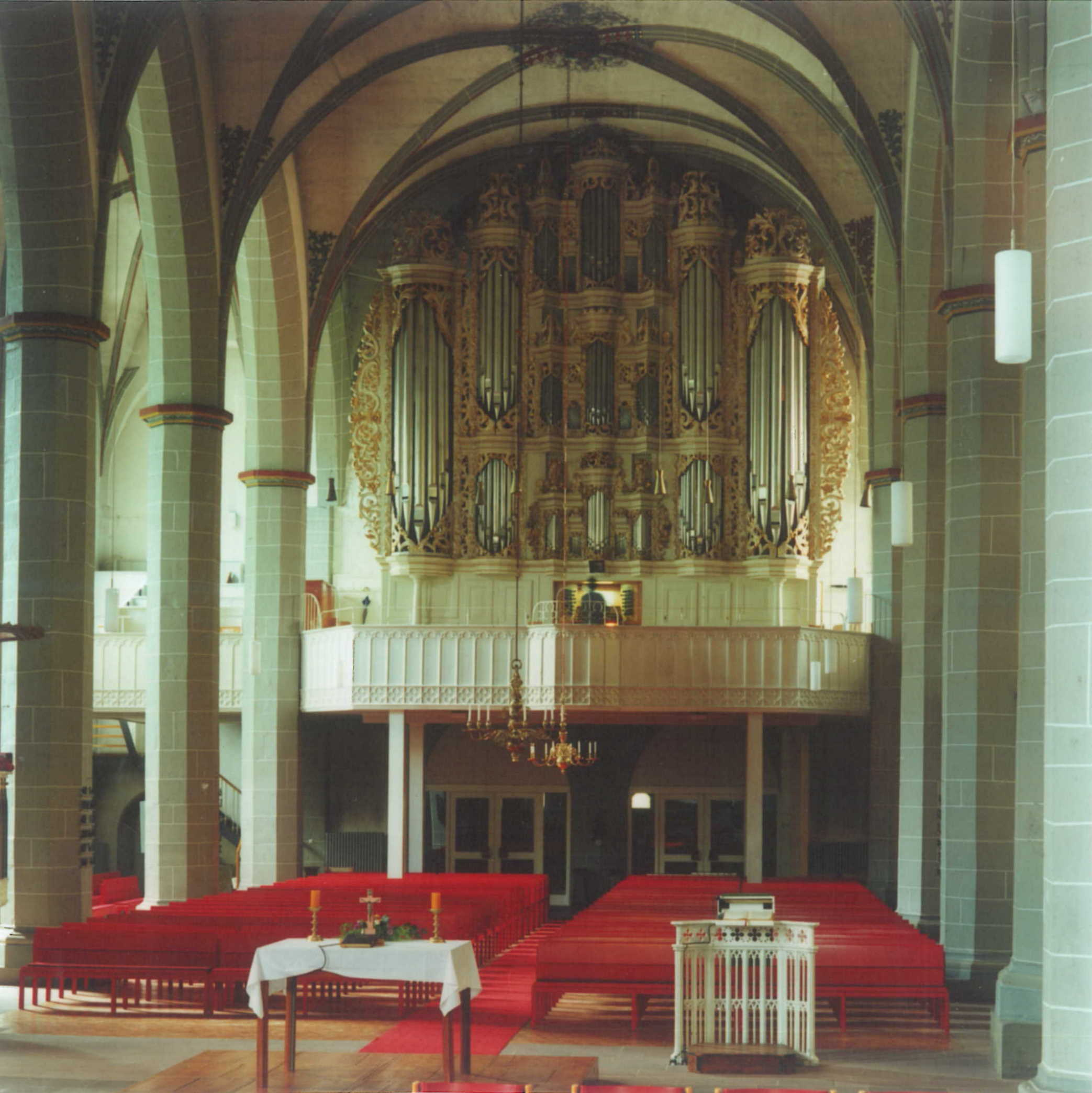
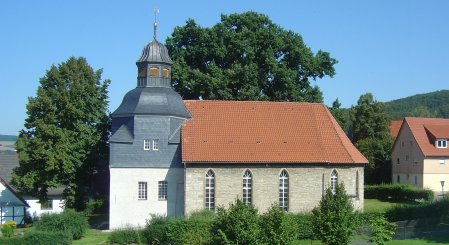
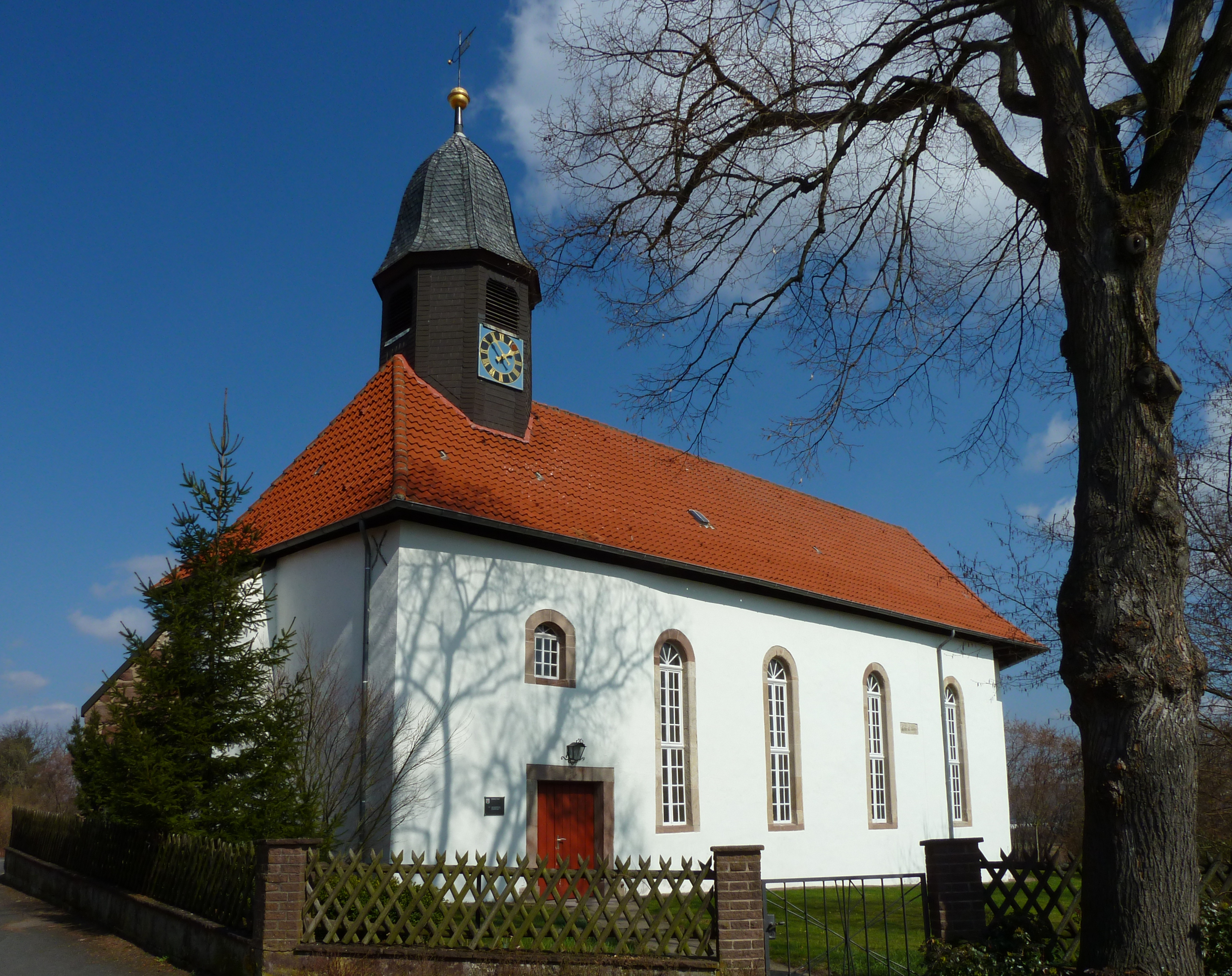
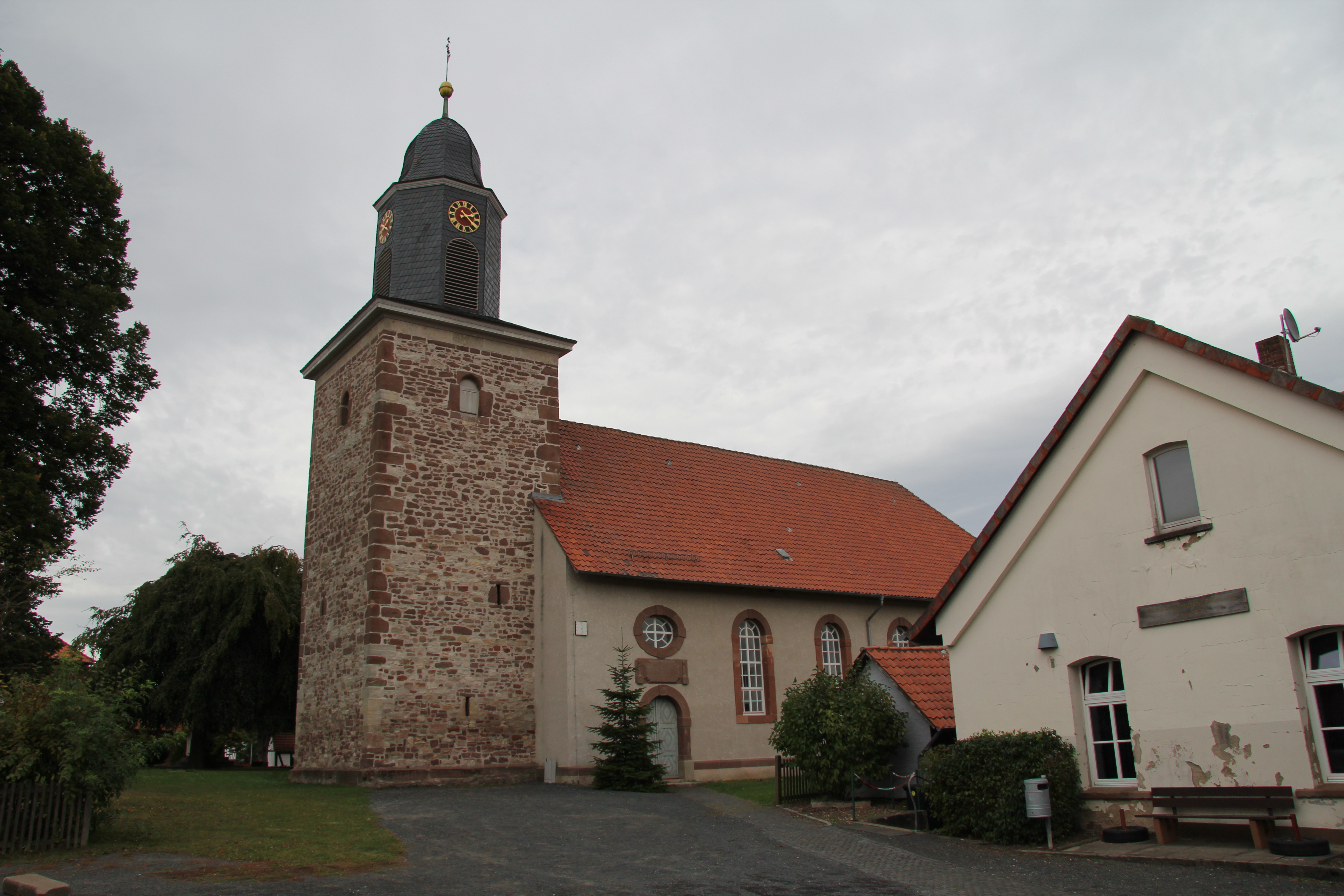
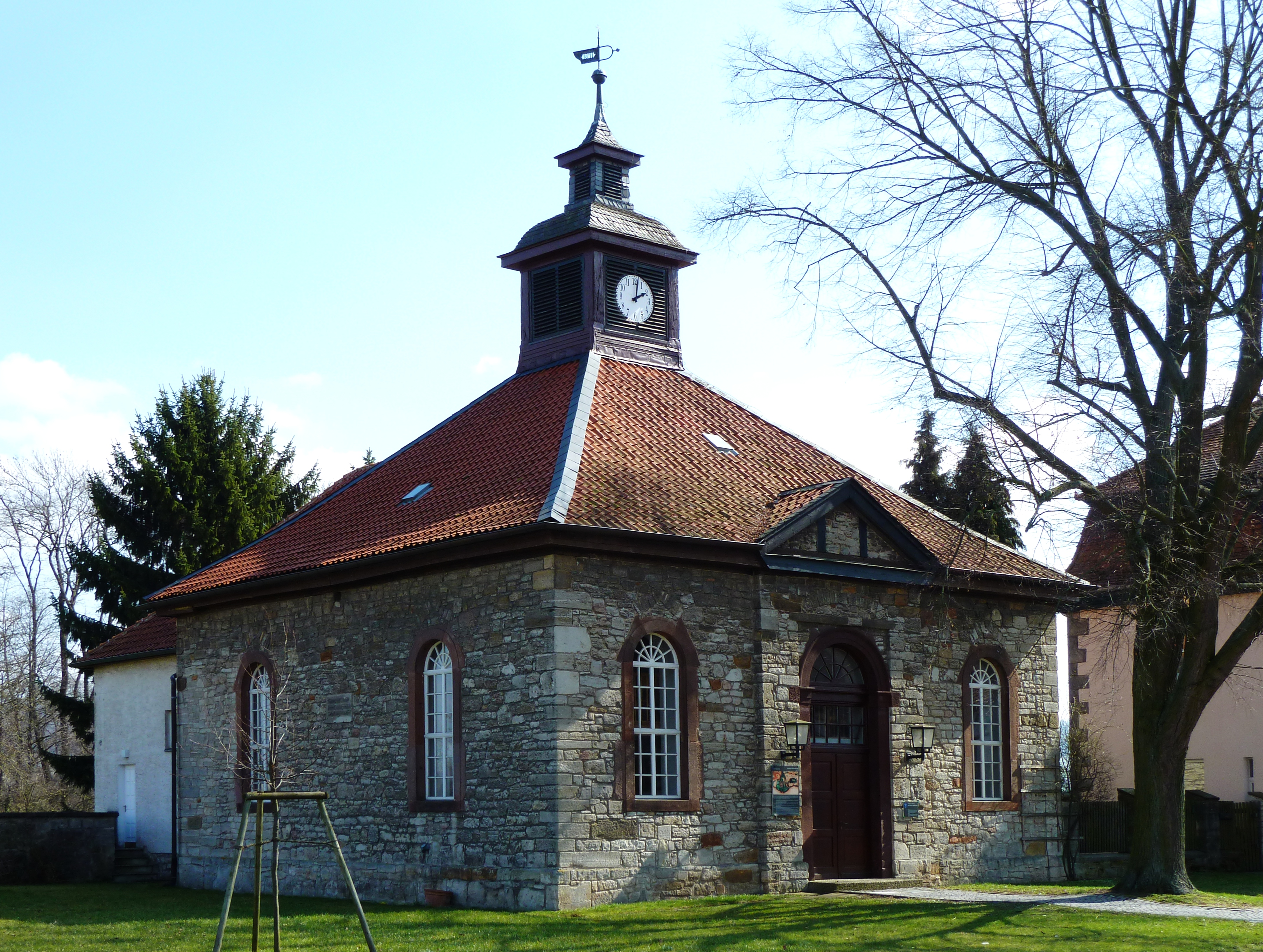
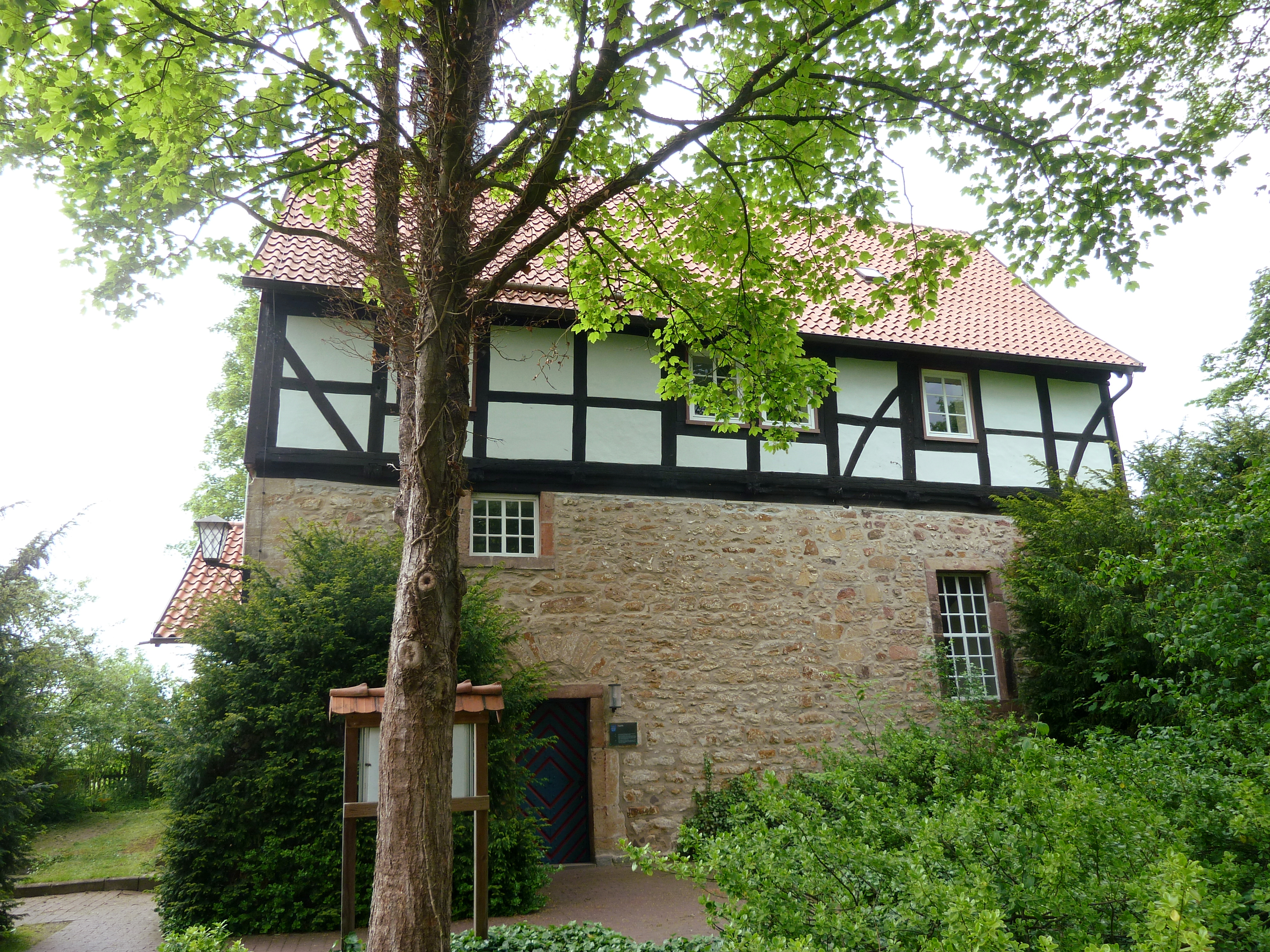
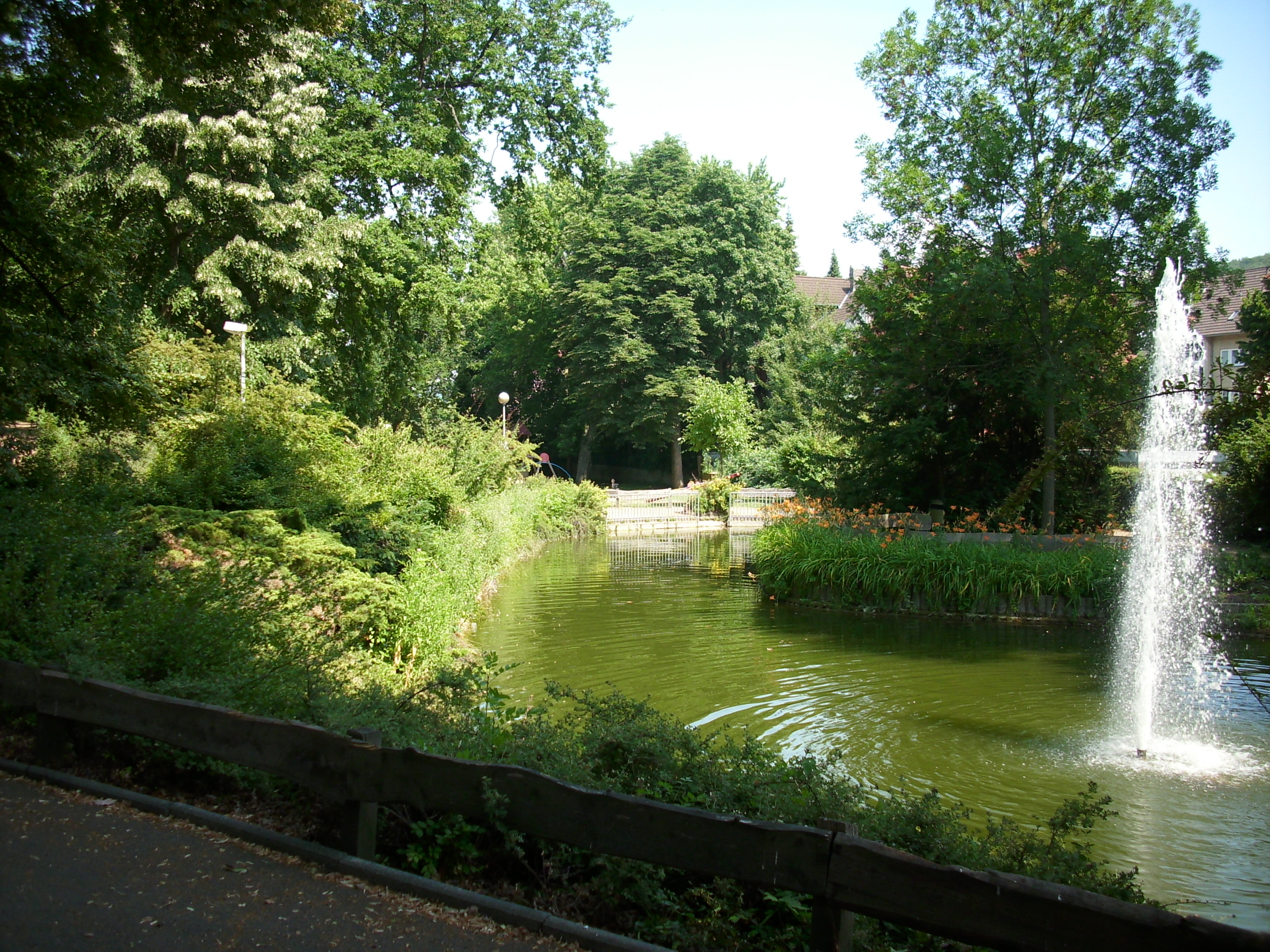
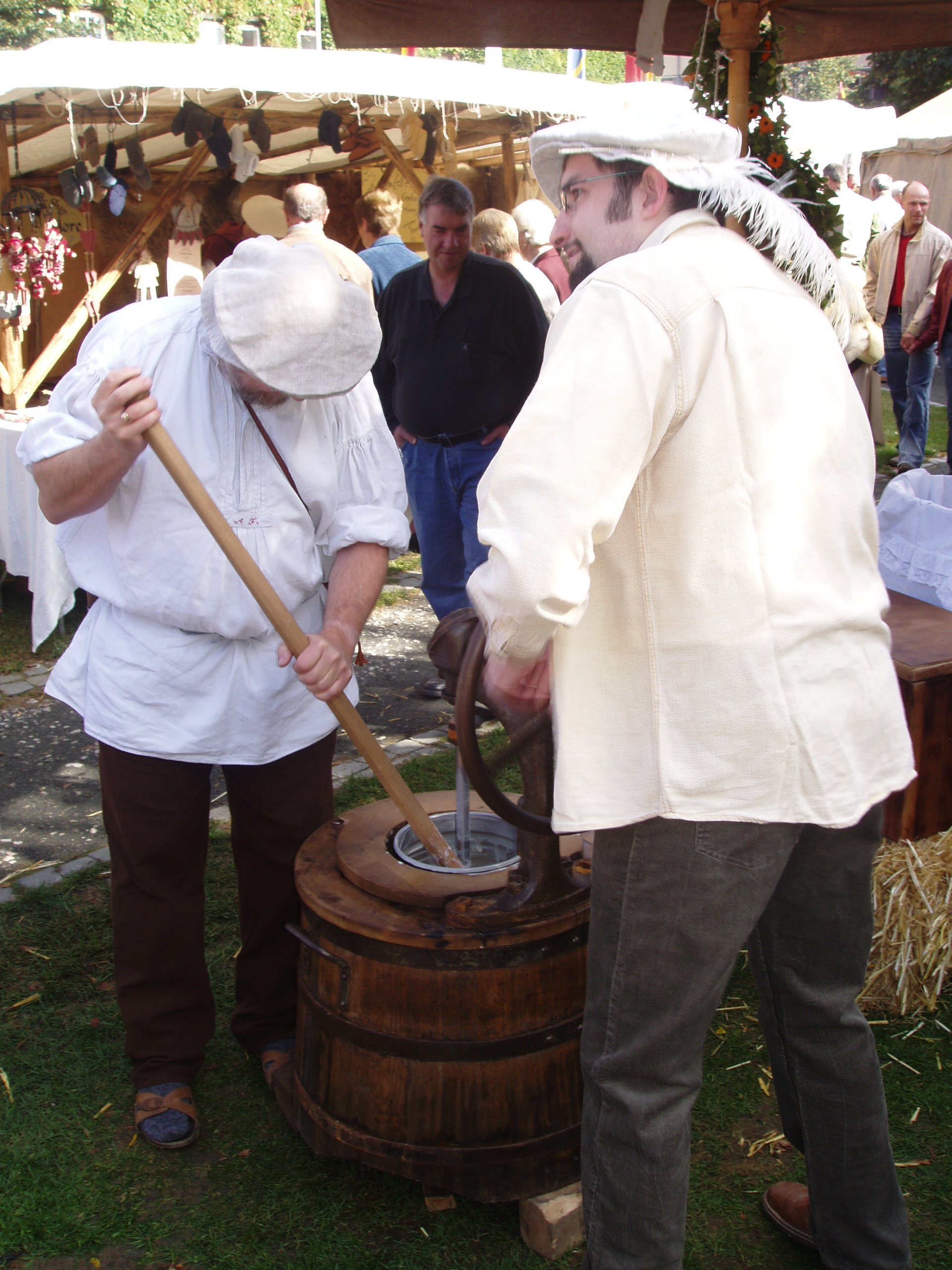

## Népesség
A település népességének változása:
| Lakosok száma | 30 894 | 28 966 | 29 040 | 29 107 | 28 981 | 29 440 | 29 337 |
|               | 2014   | 2016   | 2017   | 2019   | 2021   | 2022   | 2023   |